# Hamrångefjärden
Hamrångefjärden est une localité de Suède dans la commune de Gävle située dans le comté de Gävleborg.
Sa population était de 509 habitants en 2010.